# Escudo de Winnipeg
El escudo de armas de Winnipeg es la plena realización de escudos de armas usadas por el gobierno municipal como un símbolo oficial. Estas armas fueron concedidas en 1972 por el Colegio de Armas en Inglaterra y reemplazaron el escudo de armas primitivo.
El escudo consta de 13 estrellas en su parte superior, que simbolizan los trece gobiernos municipales que se unificaron para crear la ciudad, y una flor de azafrán de la pradera. En su parte superior a modo de timbre lleva la Puerta de Fort Garry, que representa la historia de Winnipeg como centro comercial de pieles en la Bahía de Hudson. El lema de la cinta inferior, "UNUM CUM VIRTUTE MULTORUM" en latín, significa "Uno con la fuerza de muchos".
El escudo de armas fue utilizado para crear la bandera de Winnipeg en 1975.